# Kék pingvin
A kék pingvin vagy törpe pingvin (Eudyptula minor) a madarak (Aves) osztályának pingvinalakúak (Sphenisciformes) rendjébe, ezen belül a pingvinfélék (Spheniscidae) családjába és a Spheniscinae alcsaládjába tartozó faj. Maori nyelven ezt a kismadarat, kororā-nak nevezik.
Az Eudyptula madárnem típusfaja.

## Rendszertani besorolása és kifejlődése
A kék pingvint először 1781-ben Johann Reinhold Forster, német természettudós írta le, illetve nevezte meg; ő ekkor az Aptenodytes minor névvel illette, ámbár az évben át is nevezte. Ennek a fajnak több alfaja is van, azonban a kutatók nem értenek egyet az alfajok számában. Az Eudyptula minor variabilis és Eudyptula minor chathamensis nevű alfajok holotípusait az új-zélandi Te Papa Tongarewa múzeumban őrzik. Az úgynevezett fehérszárnyú pingvint egyesek önálló fajként, mások a kék pingvin alfajaként, míg megint mások a szóban forgó pingvinfaj színváltozataként tartják számon. Az eddigi genetikai vizsgálatok szerint az ausztráliai és az Új-Zélandhoz tartozó Déli-sziget Otago régiójában élő pingvinek talán külön fajt alkotnak; rájuk illene a minor megnevezés. A fehérszárnyú rokon, habár a látszatok szerint külön fajt alkot, nem olyan szinten, mint ahogy azt korábban elképzelték.
A sejtmag- és a mitokondriális DNS-vizsgálatok azt mutatták, hogy az Eudyptula és a rokon Spheniscus pingvinnemek, körülbelül 25 millió évvel ezelőtt váltak szét, míg a két Eudyptula-faj 2,7 millió éve vált ketté.

## Előfordulása
Ausztrália déli és délkeleti partjain, a környező szigeteken (beleértve Tasmániát és a Chatham-szigeteket), valamint Új-Zélandon él. A telet a tengereken tölti.

## Alfajai
- Eudyptula minor chathamensis
- Eudyptula minor iredalei
- Eudyptula minor minor
- Eudyptula minor novaehollandiae
- Eudyptula minor variabilis

Fehérszárnyú pingvin (Eudyptula albosignata) – egyes rendszerekben Eudyptula minor albosignata néven a kék pingvin alfajának vélik.

## Megjelenése, felépítése
30–40 centiméter magasra nő, testtömege mintegy 1,5 kilogrammig gyarapodhat; a legkisebb pingvinfaj. Tollazata felül sötétkék, illetve kékesszürke, alul fehér. Csőre 3-4 centiméter hosszúra nőhet.

## Életmódja
Nagy csapatokban (olykor százezres kolóniákban), földbe vájt üregekben (gyakran a viharmadarak (Pterodroma) elhagyott fészkeiben) költ. Az üreg egyik sarkában ürítenek Ez a trágyahalom gyakran valósággal nyüzsög a legyektől, kullancsoktól és különféle egyéb élősködőktől, de a fészek nagyja így tisztán marad.
Nappal a tengeren halászik, szürkületkor kapaszkodik fel fészkéhez a gyakran meglehetősen meredek partoldalon. Kora hajnalban tér vissza a tengerre, mielőtt fölkelne a nap, és megjelennének ragadozói, a halfarkasok (Stercorariidae).
Egy egy alkalommal jellemzően két tojást rak, és azokon 39 napig felváltva kotlik a két szülő. A fészeklakó fiókák vakon bújnak ki a tojásból, és csak körülbelül nyolc hét múlva merészkednek ki a vízre – a szülők ezután is a költőüregben maradnak.
|  |  |

### Fordítás
- Ez a szócikk részben vagy egészben  a   Little penguin című angol Wikipédia-szócikk ezen változatának fordításán alapul.  Az eredeti cikk szerkesztőit annak laptörténete sorolja fel. Ez a jelzés csupán a megfogalmazás eredetét és a szerzői jogokat jelzi, nem szolgál a cikkben szereplő információk forrásmegjelöléseként.